# Pluchea sericea
Pluchea sericea là một loài thực vật có hoa trong họ Cúc. Loài này được (Nutt.) Coville miêu tả khoa học đầu tiên năm 1893.